# Openskies
OpenSkies (un nombre de la marca Elysair) fue una aerolínea filial de British Airways que inició sus operaciones en junio de 2008. Originalmente OpenSkies fue operada por BA European Limited pero en abril de 2009 el nombre fue transferido a Elysair (que era operado como L'Avion). Fue una transportista con servicio completo y ofreció cabinas exclusivamente en clase business en sus aviones. Tiene su sede en Wissous, Francia.
La aerolíneas operaron al Aeropuerto de París-Orly en Francia y a los aeropuertos de Newark y Washington Dulles en los Estados Unidos. Entre las futuras rutas posibles se incluyen los que recaen en Dublín, Fráncfort, Madrid, Bruselas, Roma, y Milán. La ruta Ámsterdam-JFK fue abandonada en agosto de 2009 debido a la escasez de demanda. En diciembre de 2009, la aerolínea anunció un cambio en sus operaciones en Nueva York: En enero de 2010, todos los vuelos de OpenSkies fueron trasladados del JFK a Newark. El 2 de septiembre del 2018 la aerolínea pasó a operar vuelos bajo la marca Level.

## Historia
El "Proyecto Lauren" fue el nombre en clave de OpenSkies cuando fue anunciado por primera vez por British Airways (BA). British Airways quería reducir la sobredependencia en su base de operaciones del Aeropuerto de Londres Heathrow a través de vuelos entre los Estados Unidos y diversas ciudades del continente europeo. La estrategia de negocio sólo era posible de efectuar tras la firma del tratado de cielos abiertos entre los Estados Unidos y la Unión Europea que posibilitaba que cualquier aerolínea pudiese volar entre cualquiera dos ciudades de los dos continentes desde marzo de 2008.
El primer vuelo, procedente de Nueva York, se efectuó el 19 de junio de 2008, utilizando un único Boeing 757 transferido de la flota de BA.
En julio de 2008 BA adquirió la compañía francesa L'Avion por 54 millones de libras. Las operaciones de BA European y L'Avion fueron unidas el 4 de abril de 2009, operando ambas como OpenSkies.
El 24 de julio de 2009, la aerolínea anunció que la ruta de Nueva York-JFK a Ámsterdam Schiphol sería suspendida el 16 de agosto, debido a razones económicas.
En septiembre del 2018 la aerolínea dejó de operar bajo su propia marca y todas sus operaciones se hacen ahora bajo la marca Level.

## Servicio
La nueva aerolínea fue objeto de rumores iniciales que apuntaban a su intención de operar vuelos sólo en clase business, con un primer vuelo desde el Aeropuerto Internacional John F. Kennedy en Nueva York al Aeropuerto de París Orly en París. Sin embargo, la aerolínea cambió sus planes para incluir una reducida sección de cinco fillas de clase turista en la parte posterior del avión además de las turistas premium y las business. En octubre de 2008 la sección de vuelos en clase turista fue suprimida a favor de más asientos de clase turista premium. Con la integración de L'Avion, la sección premium fue cambiada por asientos 'Biz Seat', convirtiendo la aerolínea en una empresa con butacas de clase business exclusivamente.
El tercer destino de Openskies fue Ámsterdam, cuando inició sus vuelos el 15 de octubre de 2008, y Newark se convirtió en un nuevo destino cuando L'Avion fue integrada en OpenSkies el 4 de abril de 2009.
OpenSkies no fue miembro de ninguna alianza de aerolíneas y no tuvo ninguna vinculación con la alianza Oneworld de la que su matriz British Airways es miembro fundadora. Sin embargo, los miembros de la Executive Club de British Airways pueden pedir puntos por los vuelos al igual que usar los puntos de BA en los vuelos de OpenSkies.

## Destinos

### Europa
- Francia
  - París – Aeropuerto de París-Orly Hub

### Norteamérica
- Estados Unidos
  - Newark – Aeropuerto Internacional Libertad de Newark
  - Nueva York – Aeropuerto Internacional John F. Kennedy

## Antiguos destinos
- Europa
  - Países Bajos - Ámsterdam
- Norteamérica
  - Estados Unidos - Washington-Dulles

## Flota

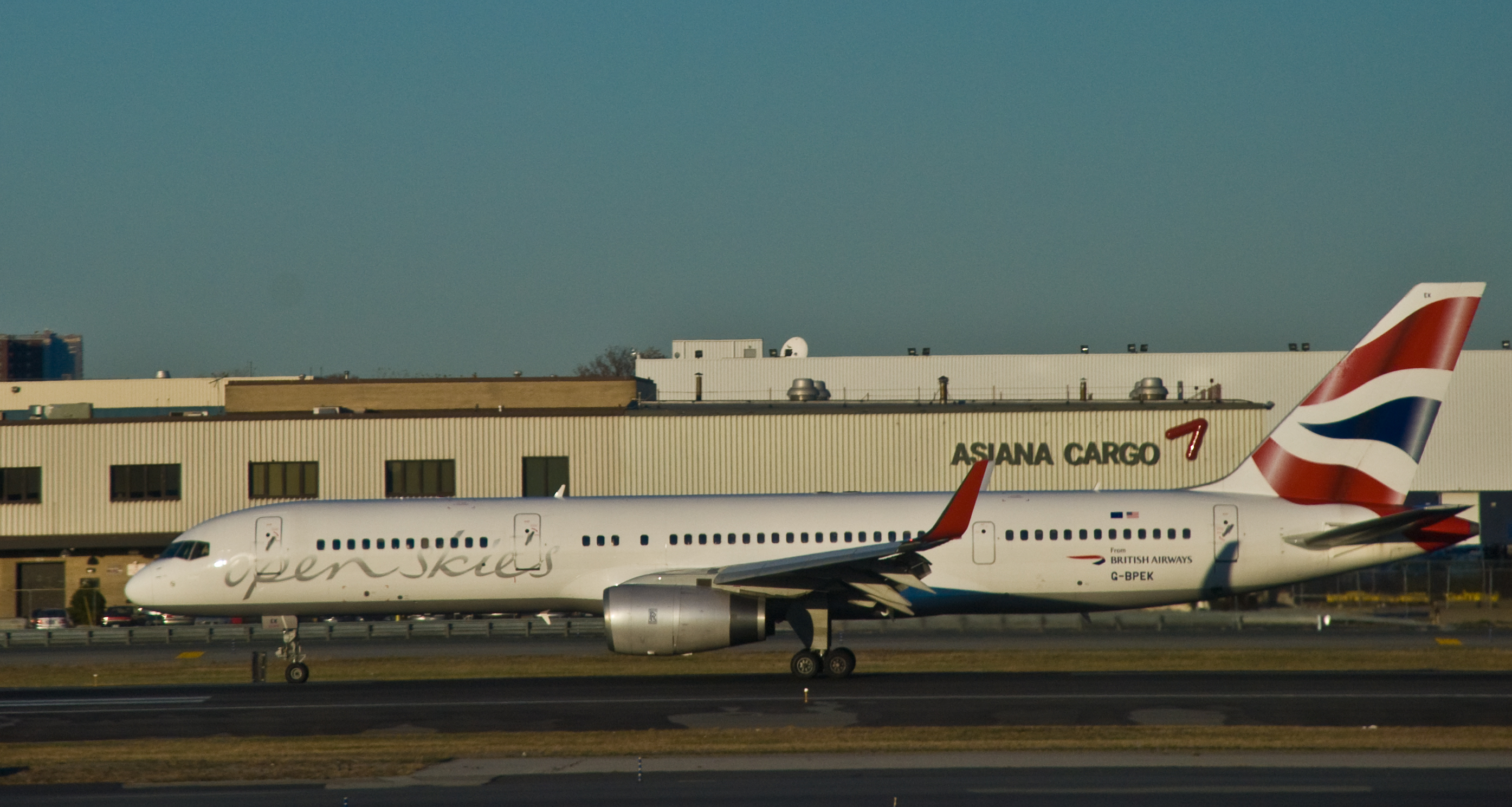
El primer avión de OpenSkies, G-BPEK.

OpenSkies operó un único tipo de avión, el Boeing 757. British Airways 
transferió un Boeing 757 para el inicio de operaciones, transfiriéndose un avión adicional en diciembre de 2008. Todos los aviones de OpenSkies están dotados de winglets para incrementar el alcance, la eficiencia en el consumo de combustible y reducir las emisiones de CO2. La cabina de todos los aviones está dividida en dos secciones que proporcionan asiento a 64 u 84 pasajeros dependiendo de la configuración. La flota de L'Avion compuesta por dos 757 fue transformada a las especificaciones de OpenSkies y transferidos a la flota.
En febrero de 2009, British Airways anunció que no traspasaría más 757 a su filial OpenSkies desde finales de 2009, como estaba inicialmente planificado, pero a cambio sería vendida a una tercera parte.